# San Juan de las Vegas
San Juan de las Vegas är en ort i Mexiko.   Den ligger i kommunen San Vicente Tancuayalab och delstaten San Luis Potosí, i den centrala delen av landet, 270 km norr om huvudstaden Mexico City. San Juan de las Vegas ligger 45 meter över havet och antalet invånare är 396.
Terrängen runt San Juan de las Vegas är platt. Runt San Juan de las Vegas är det ganska glesbefolkat, med 30 invånare per kvadratkilometer. Närmaste större samhälle är San Vicente Tancuayalab, 9,8 km sydost om San Juan de las Vegas. Trakten runt San Juan de las Vegas består till största delen av jordbruksmark.